# Yasmani Grandal
Yasmani Grandal (ur. 8 listopada 1988) – amerykański baseballista kubańskiego pochodzenia, występujący na pozycji łapacza w Chicago White Sox.

## Przebieg kariery
W czerwcu 2007 został wybrany w 27. rundzie draftu przez Boston Red Sox, jednak nie podpisał kontraktu z organizacją tego klubu, gdyż zdecydował się podjąć studia na University of Miami, gdzie w latach 2008–2010 grał w drużynie uniwersyteckiej Miami Hurricanes. W 2009 był w składzie uczelnianej reprezentacji Stanów Zjednoczonych.
W czerwcu 2010 został wybrany w pierwszej rundzie draftu z numerem dwunastym przez Cincinnati Reds i po występach w klubach farmerskich tego zespołu, najwyżej na poziomie Triple-A, w Louisville Bats, w grudniu 2011 został oddany do San Diego Padres. W Major League Baseball zadebiutował 2 czerwca 2012 w meczu przeciwko Arizona Diamondbacks, jednak dzień później został przesunięty do Tucson Padres z Triple-A, w którym rozpoczął sezon 2012. Ponowne powołanie do 40-osobowego składu Padres otrzymał 30 czerwca 2012 i tego samego dnia w meczu przeciwko Colorado Rockies, zaliczył dwa pierwsze odbicia w MLB, dwa home runy (po jednym lewą i prawą ręką). W listopadzie 2012 został zawieszony na 50 meczów za zażywanie niedozwolonych środków dopingujących.
W grudniu 2014 w ramach wymiany zawodników przeszedł do Los Angeles Dodgers. 7 maja 2015 w wygranym przez Dodgers 14–4 meczu z Milwaukee Brewers na Miller Park, zdobył trzy home runy i ustanowił rekord kariery zaliczając 8 RBI. W lipcu 2015 po raz pierwszy wystąpił w Meczu Gwiazd. 8 lipca 2016 w spotkaniu z San Diego Padres na Dodger Stadium zaliczył pięć odbić na pięć podejść. Został trzecim łapaczem w historii MLB, który zaliczył przynajmniej 5 uderzeń z trzema home runami i trzecim łapaczem w historii klubu, który w jednym meczu zdobył trzy home runy.
14 stycznia 2019 został zawodnikiem Milwaukee Brewers, a w listopadzie 2022 przeszedł do Chicago White Sox.

## Nagrody i wyróżnienia
| Nagroda/wyróżnienie | Lata       | Źródło |
| 2x All-Star         | 2015, 2019 | [ 2 ]  |